# لامیت
لامیت (انگلیسی: Lamit Company) شرکت مخابرات رومانیایی است، که در سال ۲۰۰۲ تأسیس شد.